# جو فيلدز
جو فيلدز (بالإنجليزية: Joe Fields)‏ هو لاعب كرة قدم أمريكية أمريكي، ولد في 5 أكتوبر 1985.

## وصلات خارجية
- جو فيلدز على موقع كلية كرة القدم في سبورتس رفرنس.كوم (الإنجليزية)